# Lassa Oppenheim
Lassa Francis Lawrence Oppenheim, född 30 mars 1858 i Windecken, död 7 oktober 1919 i  Cambridge, var en tyskfödd rättslärd verksam i England. Oppenheim räknas som en av fäderna bakom modern internationell rätt.

## Biografi
Lassa Oppenheim studerade juridik vid universiteten i Berlin, Göttingen, Heidelberg och Leipzig. 1881 blev han promoverad i Göttingen, och habiliterade 1885 vid universitetet i Freiburg. Under de följande åren var Oppenheim privatdocent för att 1889 bli extra ordinarie professor i straffrätt. 1892 fick han en ordinarie professur i Basel, men överflyttade 1895 till England där han bodde till sin död.
Oppenheim undervisade därnäst vid  London School of Economics. 1908 fick han Whewellprofessuren i internationell rätt i Cambridge.
Hans främsta arbete är den internationellt bekanta  International Law: A Treatise som började utkomma 1905, och som i reviderade utgåvor blivit ett standardverk i ämnet.